# 次世代航空支配
Next Generation Air Dominance
- 用途：制空戦闘機
- 製造者：
- 運用者：アメリカ空軍
- 運用開始：2030年代（予定）
- 運用状況：開発中

次世代航空支配（じせだいこうくうしはい、英語: Next Generation Air Dominance : NGAD）は、F-22（ラプター）の後継となる「フューチャー・コンバット・システム」の実戦配備を目標とするアメリカ空軍の第6世代ジェット戦闘機の計画である。有人制空戦闘機はNGADの要であり、侵入対空（英: Penetrating Counter-Air : PCA）を担い、無人の共同戦闘機（英: Collaborative combat aircraft : CCA）、あるいはロイヤル・ウイングマンによる支援を受け、有人機・無人機によるチームで共同作戦を行う。
2025年3月、ドナルド・トランプが第47代米国大統領であることから、F-47という命名がなされた。

## 歴史
NGADは、アメリカ空軍および海軍の2030年代の制空権システムの構想を探るため、国防高等研究計画局（DARPA）で始まった研究に端を発する。2014年3月、DARPAは航空支配イニシアティヴの研究を完了し、その成果に基づき国防総省の開発次官であったフランク・ケンドールが2015年に航空宇宙革新イニシアティヴ（英: Aerospace Innovation Initiative : AII）を起ち上げ、将来の新型機の技術検証機としてXプレーンのプロトタイプを開発した。2016年、アメリカ空軍はDARPAの研究に続き、2030年代の制空権計画を策定し、そこには一連のシステム群の必要性が記されていたものの、依然として侵入対空に重点が置かれていた。2018年、制空権計画はNGADに発展し、その焦点は単一の追加的性能から一連のものへと拡大した。
計画名にある「航空支配」という概念は特に新しいものではなく、1991年4月にアメリカ空軍が先進戦術戦闘機計画（英: Advanced Tactical Fighter : ATF）にF-22を選定した際に「従来の制空戦闘機のようなものではなく、航空支配戦闘機になる」とF-22を定義していた。そこでは「航空支配」の役割を
1. 高いステルス性を活用して航空優勢を確保し、制空権を完全に確立する。
2. その間に別の機体が高いステルス性を活用して防空レーダー網を突破し、地対空兵器を無力化する（SEAD）。
3. 航空および地上の脅威を排除したことにより、目標への侵攻を可能にする。

のように説明していた。実際にはF-22の能力はこの概念からはかなり離れたものとなったが、選定から30年以上が経過しても、アメリカ空軍のこの考えは基本的に変わっていない。
推進力、ステルス性、先進的な兵器、CADに基づくディジタル設計、航空機シグニチャの温度管理などの分野において、いくつかの重要技術を開発することを目標としている。この計画は、開発プロセスにおいて設計、生産、支援機能を分離させることにより従来の空軍の調達を変えるものであり、2025年までの予算は90億ドルとされる。より頻繁に行われる軍需産業のコンペティションや、設計および製造プロセスにおけるシミュレーションは、この開発プログラムの特徴と言える。NGADは「一連のシステム群」であると説明されており、制空戦闘機がその中心となり、その他は追加の弾薬の輸送、あるいは他の任務を遂行するために、無人の共同戦闘機が担うとみられる。とりわけ、現在のアメリカ空軍の機体では十分な航続距離とペイロードが得られていない太平洋地域における作戦のニーズに対応できるシステムの開発を目指している。アメリカ空軍の司令官たちは、NGADは2種類に大別されるかもしれないと指摘している。ひとつはインド・太平洋地域用の長い航続距離とペイロードを備えるもので、もうひとつはヨーロッパの戦闘可能地域における比較的短距離志向のものである。この戦闘機は可変サイクルエンジン移行プログラムと次世代適応推進プログラム（英: Next Generation Adaptive Propulsion : NGAP）の元で開発されている適応型汎用エンジン技術を活用し、2025年までに飛行可能なエンジンの完成が予期されている。
NGADの有人戦闘機部門は、1950年代から1960年代にかけての「センチュリーシリーズ」の開発および調達サイクルを踏襲することが一時的には想定されていた。空軍次官補のウィル・ローパーによって「ディジタル・センチュリーシリーズ」と命名された戦闘機の設計は、新技術の迅速な導入を可能にするため継続的に繰り返され、小規模のバッチで調達される。2020年9月、ローパーはNGADの実寸大の試作機が完成したことを発表した。2021年5月、アメリカ空軍参謀総長のチャールズ・ブラウン・ジュニアは、十分な数の機体が運用できるようになれば、F-22との入れ替えを始め、2030年代にNGADの実戦配備を目指すと述べた。F-22はNGADの技術検証にも使用されており、その成果のいくつかはF-22の改良にも適用される見込みである。しかし、現代の航空機の設計は複雑かつ精巧であるため「ディジタル・センチュリーシリーズ」の構想はやがて放棄され、より伝統的な開発および調達手法が採用された。2022年6月、アメリカ空軍は技術・製造開発プログラムを支援する重要な科学技術の準備が整ったと判断し、2023年5月には正式に募集が発表され、2024年に調達先の選定を目指すとした。また開発を担当する企業は1社に限定され、複数企業によるチームは認められないとされている。
2023年7月27日、ノースロップ・グラマンのキャシー・ウォーデンCEO兼社長は、ボーイングとロッキード・マーティンの2社が有人戦闘機の開発の主要候補に残る中、この入札に元請け業者として参加しないとアメリカ空軍に内々に伝えたことを認めた。2024年に開発、生産が本格化するB-21（レイダー）に多くのリソースを割く必要があり、同時にNGADも手がけることが困難なためである。
2025年3月21日、ドナルド・トランプが第47代米国大統領であることから、F-47という命名がなされ、ボーイングに発注することが決まった。
また、トランプ大統領は「輸出する際は10%ほど性能を落としたい」と発言している。

## 開発
各機体のコストについて、フランク・ケンドールは「高額な航空機となるだろう」と述べるにとどめ、明言はしなかったが、数億ドルになるとみられている。2023年、アメリカ空軍の戦力構成計画ではおよそ200機のNGAD有人戦闘機が予想されているが、これは大まかな計画仮定のための想定上の数字である。NGAD計画全体の予算としては、アメリカ合衆国議会はまず2015会計年度に1,820万ドルを計上。その後積み重ねを続け、2022会計年度では10億ドルを突破。2024会計年度には23億ドルを要求するとされる。
SMGコンサルティングは、ロッキード・マーティンの第6世代戦闘機の印象に基づき、寸法、コスト、戦闘行動半径などを示すインフォグラフィックを公開した。また、各社が示している想像図から共通して見て取れるのは、水平尾翼がなく、兵器は外部に露出せずウェポンベイに内蔵といった、高いステルス性の追求である。ただし戦闘機に要求される高い機動力を確保するには尾翼が必要というのが一般的な考えであり、尾翼の有無や形状についてはステルス性と機動性とのトレードオフになるとみられる。